# Reino da Croácia (Idade Média)
O Reino da Croácia (em croata:  Kraljevina Hrvatska), também conhecido como Reino dos Croatas (em croata:  Kraljevstvo Hrvata; em latim: Regnum Chroatorum, Regnum Croatorum), foi um reino medieval que abrangia a maior parte dos territórios da moderna Croácia e também, de forma intermitente, da Bósnia e Herzegovina, nos Balcãs.
Criado em 925, ele permaneceu com um estado soberano por quase dois séculos. Sua existência foi caracterizada por diversos conflitos com venezianos, búlgaros, magiares e, ocasionalmente, o Papado. O objetivo de promover a língua eslava nos serviços litúrgicos começou por iniciativa do bispo do século X Gregório de Nin. Em 1102, depois de uma crise sucessória na dinastia Trpimirović, o reino perdeu sua soberania com a criação de uma união pessoal com o Reino da Hungria.

## Primeiros estados croatas

### Chegada dos croatas
Nenhuma fonte literária sobre a migração sobreviveu, especialmente uma que trate dos eventos de forma abrangente e também da região especificamente. Por conta disso, os historiadores contam apenas com registros escritos séculos depois dos eventos e que podem ter se baseado em tradições orais.
Os croatas eram uma tribo eslava que migraram para os Balcãs vindo de uma região na Polônia e proximidades ou da Ucrânia ocidental. A maior parte dos estudiosos modernos acredita que os primeiros croatas, assim como outros povos eslavos mais antigos, eram populações agrícolas governadas por alanos, um povo nômade de língua iraniana. Não se sabe se eles contribuíram muito mais além de uma casta governante e uma classe guerreira; as evidências sobre isso são majoritariamente filológicas e etimológicas.

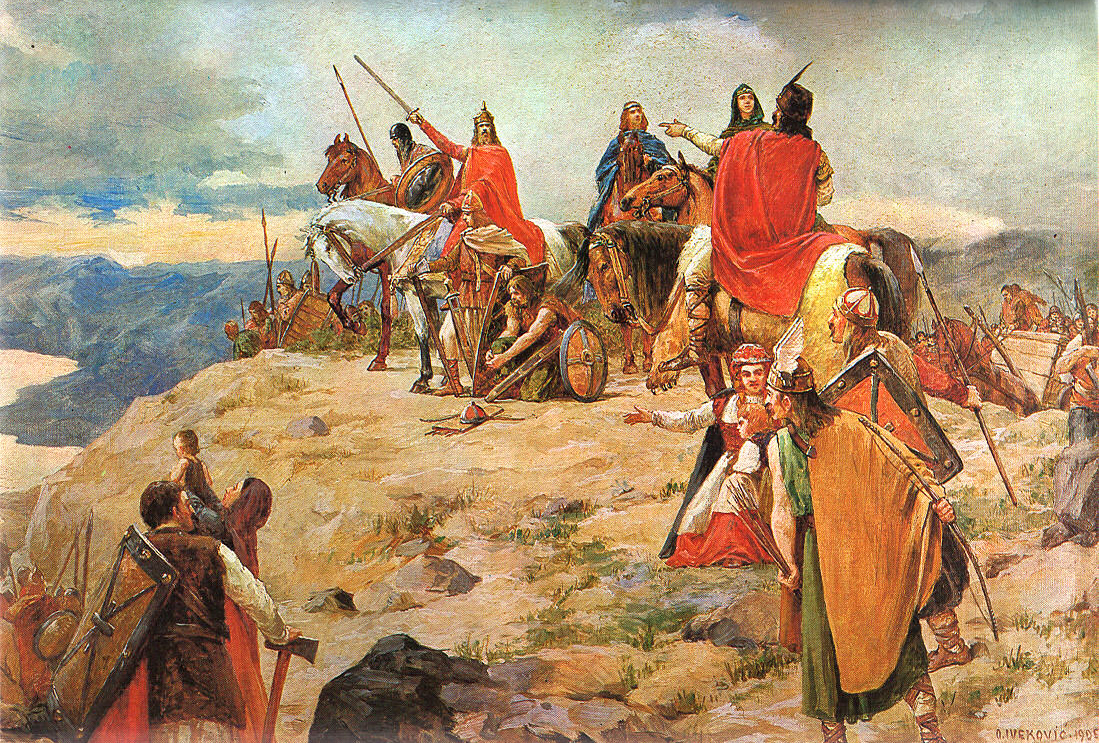
A Chegada dos Croatas ao Adriático
Por Oton Iveković

O livro Sobre a Administração Imperial, escrito no século X pelo imperador bizantino Constantino VII Porfirogênito, é a fonte mais citada sobre a migração dos eslavos para o sul da Europa. Ele afirma que ela teria se iniciado por volta ou antes do ano 600 saindo da região que atualmente é, grosso modo, a Galícia e as áreas da planície da Panônia, liderados pelos ávaros para a  província da Dalmácia, governada pelo Império Bizantino. Constantino relata também uma tradição folclórica de que os croatas foram levados para a província por um grupo de cinco irmãos, Klukas, Lobel, Kosenc, Muhlo e Hrvat e duas irmãs, Tuga e Buga.
A segunda onda migratória, por volta de 620, começou quando os croatas foram convidados pelo imperador Heráclio para ajudar a conter a ameaça do Grão-Canato Avar ao Império Bizantino.
A obra Sobre a Administração Imperial também menciona uma versão alternativa dos eventos, na qual os croatas não teriam sido verdadeiramente convidados por Heráclio, mas, em vez disso, teriam derrotado eles mesmos os ávaros e se assentado, por conta própria, na região depois de migrarem da região moderna da Silésia. Este registro também é encontrado na Historia Salonitana, de um Tomás, o Arcediago, do século XIII.
O arcediago Tomás, assim como a "Crônica do Padre de Dóclea", do século XII, afirma que os croatas permaneceram depois que os godos (liderados por um "Tótila") terem ocupado e saqueado a província bizantina da Dalmácia. A crônica relata uma invasão goda (liderada por um "Esveulado" e seus descendentes, "Selimir" e "Ostroilo").

### Cristianização

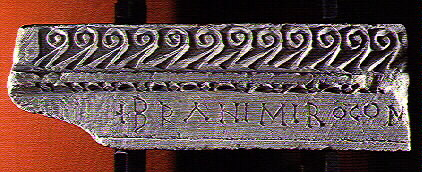
Inscrição em pedra do príncipe Branimiro, c. 880

O mais antigo registro de contato entre o papa e os croatas data de meados do século VII, uma entrada no Liber Pontificalis. O papa João IV (João, o Dálmata; (r. 640–642) enviou um abade chamado Martinho para a Dalmácia e a Ístria para pagar o resgate de alguns prisioneiros que levavam os restos de antigos mártires cristãos. O relato afirma que este abade viajou pela Dalmácia com a ajuda dos líderes croatas e estabeleceu as fundações para as futuras relações entre o papa e os croatas.
A cristianização dos croatas começou depois logo depois da migração, provavelmente ainda no século VII, e foi muito influenciada pela proximidade das antigas cidades bizantinas na Dalmácia. O processo já estava completo no norte no início do século IX. Estes primeiros anos também são disputados nas fontes históricas: os textos bizantinos falam de um duque Porin, que começou o processo a pedido de Heráclio, e depois de um príncipe Porga, que teria cristianizado a maior parte da população depois de ser influenciado por missionários de Roma. Por outro lado, a tradição nacional croata relembra a cristianização durante o reinado do príncipe dálmata Borna. É possível que que estes nomes todos façam referência a uma mesma pessoa.
Curiosamente, os croatas jamais foram obrigados a utilizar o latim - em vez disso, eles rezavam as missas em suas línguas nativas e escreviam utilizando o alfabeto glagolítico. Esta situação foi oficializada em 1240 pelo papa Inocêncio IV e seria somente muito depois que o latim se tornaria majoritário.
O rito latino prevaleceu sobre o rito bizantino muito cedo por causa das várias intervenções da Santa Sé. Diversos sínodos foram realizados na Dalmácia no século XI, particularmente depois do Grande Cisma, no decorrer do qual o uso do rito latino foi sendo continuamente reforçado até se tornar predominante.

### Ascensão dos croatas
As terras croatas durante a Idade Média estavam localizadas entre três grandes estados: o Império Bizantino, que queria o controle das cidades-estado e ilhas dálmatas; os francos, que queriam o controle dos territórios ao norte e noroeste; e, finalmente, o Grão-Canato Avar, dominado depois pelos magiares, e outros estados de curta duração no nordeste. Um quarto grupo importante, não tão poderoso em relação às suas relações com a Croácia, eram os eslavos no sudeste: os sérvios e os búlgaros.
O norte foi subjugado pelo Império Carolíngio depois que, em 796, um príncipe da Croácia Panônia, Voinomir, trocou sua aliança com os ávaros por uma com os francos. Eles consolidaram seu domínio sobre as regiões entre os rios Sava, Drava e Danúbio, governada pelo marquês de Friul. O Patriarcado de Aquileia recebeu então permissão para cristianizar os demais eslavos da região. Carlos Magno invadiu a porção croata da Dalmácia em 799, contestando a suserania bizantina e, depois de uma longa guerra, conquistou a região em 803. O príncipe que liderava os croatas no sul na época era Višeslav.
A invasão das cidades dálmatas por Carlos Magno provocou uma guerra de curta duração contra o Império Bizantino. Logo uma paz foi firmada e os bizantinos receberam de volta suas cidades-estado e as ilhas, enquanto que Carlos Magno incorporou a Ístria e o interior da Dalmácia aos seus domínios. Depois da morte do imperador em 814, a influência franca na região diminuiu e Luís da Posávia iniciou uma revolta na Panônia em 819. Os marqueses francos enviaram exércitos em 820, 821 e 822, mas não conseguiram esmagar a revolta até que, finalmente, as forças de Luís da Posávia recuaram para a Bósnia. A maior parte da Croácia Panônia permaneceria sob a suserania franca até o final do século IX. As regiões que hoje forma a Eslavônia oriental e Sírmia (Srijem) foram conquistadas pelo Império Búlgaro em 827 depois de uma disputa fronteiriça com os francos. Pelos termos de um tratado de paz de 845, os francos receberam a Eslavônia e os búlgaros mantiveram Sírmia como vassala.
Neste ínterim, os croatas da Dalmácia tornaram-se súditos do Reino Itálico governado por Lotário I desde 828. O príncipe (knyaz) Mislav da Croácia (r. 835–845) construiu uma formidável marinha e, em 839, assinou um tratado de paz com Pietro Tradonico, o doge de Veneza, que logo partiu para o ataque aos piratas narentinos, sem sucesso. O knyaz Bóris I da Bulgária também travou uma longa guerra contra os croatas dálmatas tentando expandir seus domínios até o mar Adriático.
O príncipe Trepimiro I (r. 845–864) sucedeu Mislav e conseguiu finalmente vencer a guerra contra os búlgaros e seus súditos da Ráscia. Ele consolidou seu domínio sobre a Dalmácia e sobre a maior parte das regiões interiores na direção da Panônia, instituindo condados como forma de controlar seus subordinados (uma ideia que ele aproveitou dos francos). A primeira menção escrita aos croatas data de 4 de março de 852, num estatuto de Trepimiro, que é atualmente lembrado como o fundador da dinastia Trpimirović, que governaria a Croácia sem interrupções de 845 até 1091.
Em paralelo, os sarracenos, um grupo de piratas muçulmanos de origem árabe, invadiram Taranto e Bari na década de 840. O problema da pirataria se tornou tão agudo que os bizantinos foram forçados a aumentar sua presença militar no mar Adriático meridional. Em 867, uma frota bizantina levantou um cerco sarraceno sobre a República de Ragusa (atual Dubrovnik) e derrotou os pirantas narentinos. Tendo que enfrentar diversas ameaças navais, o príncipe Domagoi (r. 864–876) reconstruiu a marinha croata novamente e ajudou os francos na reconquista de Bari em 871. As naus croatas também forçaram os venezianos a pagar um tributo pela permissão de navegar próximo à costa oriental do Adriático. O filho de Domagoi, de nome desconhecido, reinou a Croácia Dálmata entre 876 e 878. Suas forças atacaram as cidades ocidentais ístrias em 876, mas foram derrotadas depois pela marinha veneziana. Seu exército derrotou o duque panônio Gozilo (r. 861–874), vassalo dos francos, eliminando assim o domínio franco na região.
O príncipe seguinte, Zadeslau (r. 878–879), derrubou o filho de Domagoi e reinou por apenas um ano, o suficiente, porém, para ver o Império Bizantino conquistar grandes porções da Dalmácia. Ele foi derrubado por Branimiro (r. 879–892), que tinha o apoio da Igreja de Roma e, por isso, seu país foi finalmente reconhecido como um principado independente pelo papa João VIII em 879 (Branimiro foi chamado de dux Chroatorum). Ele se voltou então para os bizantinos, que foram expulsos, e para reforçar seu estado, agora sob a proteção do papado. Depois da morte de Branimiro, o príncipe Muncimir (r. 892–910), irmão de Zdeslav, tomou o poder e governou a Dalmácia independente tanto de Roma quanto de Constantinopla como divino munere Croatorum dux ("pela graça de Deus, duque dos croatas").
O último príncipe dos croatas panônios sob o domínio franco foi Braslav (m. 897?), mencionado em 896, e que morreu numa guerra contra os magiares, que haviam migrado para a planície da Panônia. Na Dalmácia, o príncipe Tomislau (r. 910–928) sucedeu Muncimir, repeliu os ataques magiares, expulsando-os para a região do rio Drava mais ao norte, e finalmente uniu os croatas da Panônia e da Dalmácia num único estado.

## Reino independente

### Fundação

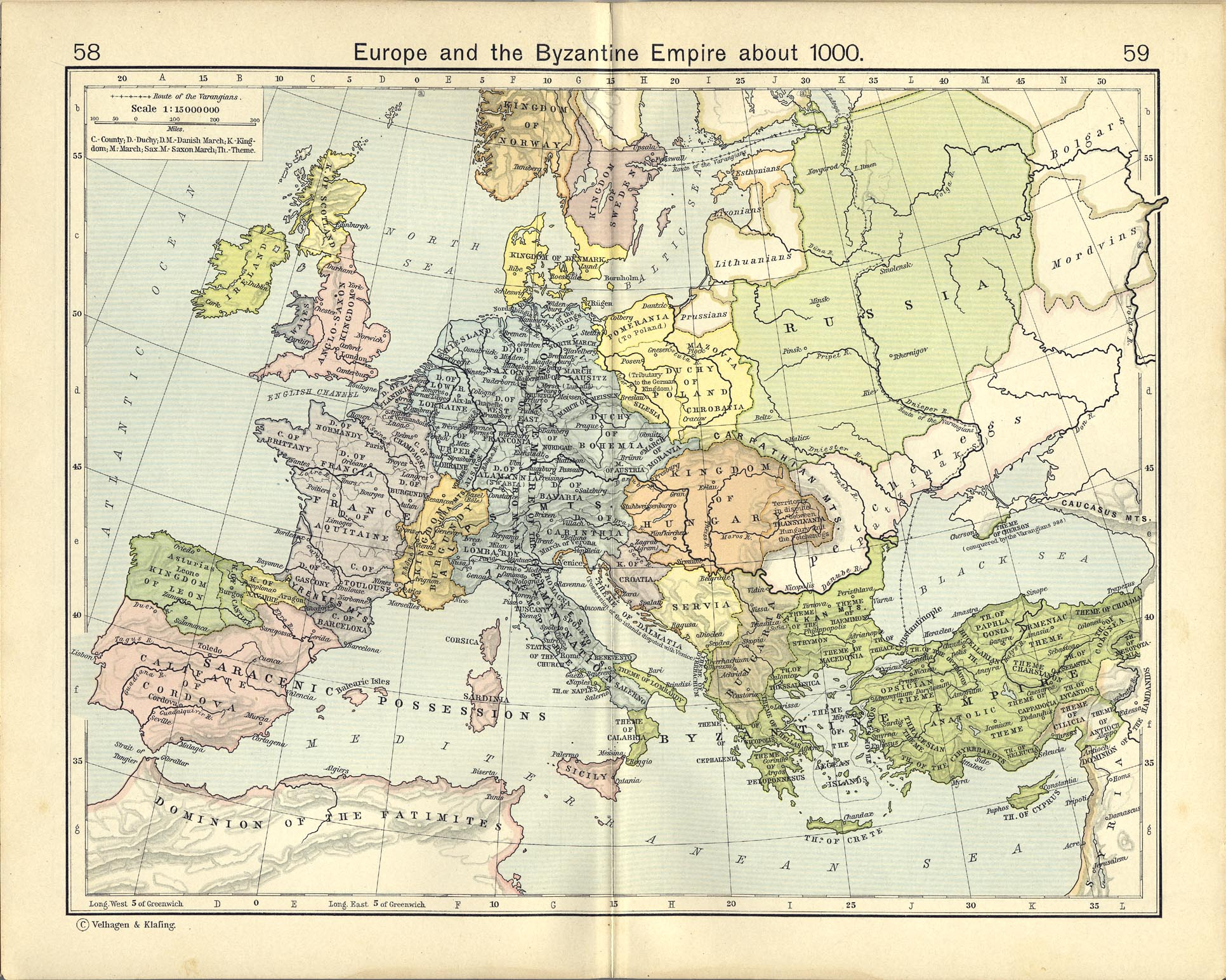
Europa por volta de 1000

A Croácia foi elevada ao status de reino por volta de 925, quando o rei Tomislau I recebeu a coroa de um legado papal depois de unir os eslavos da Dalmácia e da Panônia sob seu comando. O estado de Tomislau se estendia do mar Adriático até o rio Drava e do rio Raša até o Drina. Sob seu comando, a Croácia se tornou um dos mais poderosos reinos do Balcãs. É importante notar, porém, que a extensão geográfica do reino de Tomislau não é bem esclarecida e é um tema controverso na historiografia da região.

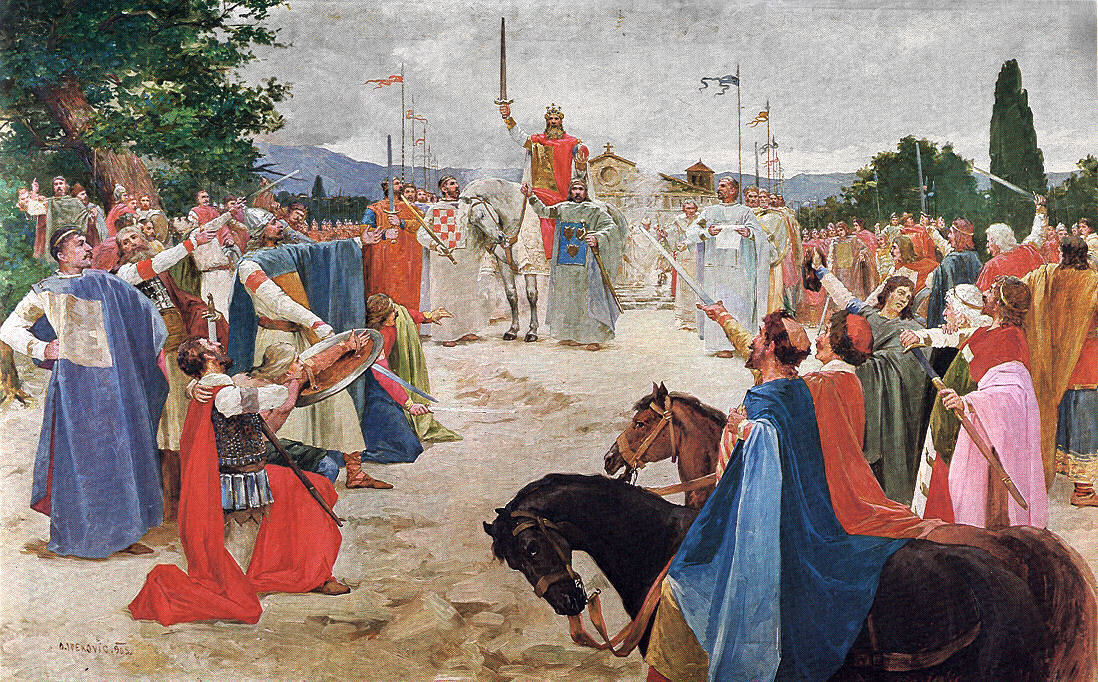
Coroação do rei Tomislau
Por Oton Iveković

Em algum momento entre 923 e 928, Tomislav foi coroado no campo de Duvno (a cidade central na região é ainda hoje chamada Tomislavgrad - "cidade de Tomislau" - em sua homenagem). A principal evidência deste evento é uma carta datada de 925, sobrevivente apenas em cópias do século XVI, na qual o papa João X chama Tomislau de rex Chroatorum. Ele administrava seu reino como um grupo de onze condados (zupanias) e um "banato" (Banovina). Cada uma destas regiões tinha uma cidade real fortificada.

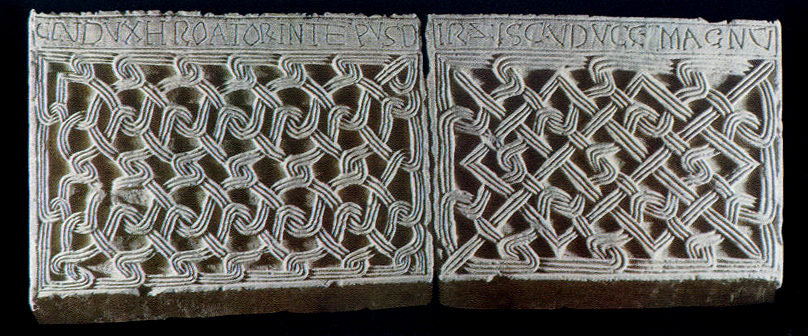
Moeda croata com a inscrição "Rei Dirzislau"
século X

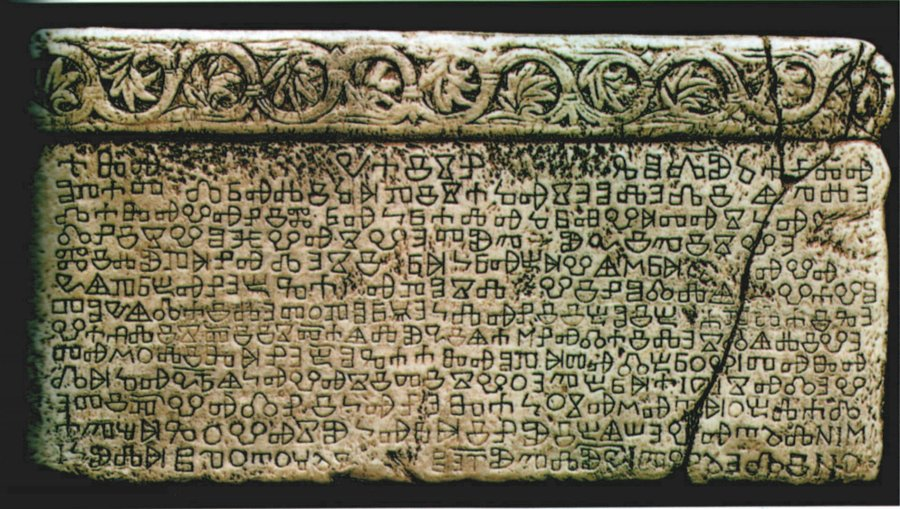
Tabuleta de Baška
c. 1100

Tomislav logo entrou em guerra contra os búlgaros do imperador Simeão I (chamado Simeão, o Grande, na Bulgária). Ele fez um pacto com os bizantinos, que lhe permitiram que controlar as cidades bizantinas na Dalmácia sob a condição de conter a expansão búlgara. Em 926, Simeão tentou romper o tratado bizantino-croata enviando o duque Alogobotur a frente de um formidável exército contra Tomislau, mas ele foi derrotado na Batalha do Planalto Bósnio. De acordo com a obra contemporânea Sobre a Administração Imperial, o exército e a marinha de Tomislau consistia de aproximadamente 100 000 soldados na infantaria, 60 000 na cavalaria, 80 navios de guerra grandes (sagina) e outros 100 menores (condura), mas os números são tão altos que geralmente são considerados como não confiáveis.

### Século X
A sociedade croata passou por grandes mudanças no século X. Os líderes locais, os zupanos (župani), foram substituídos por aliados do rei que tomaram as terras de seus antigos donos, essencialmente criando um sistema feudal. Os camponeses, antes livres, tornaram-se servos e não mais eram obrigados a servir no exército, o que levou ao enfraquecimento militar da Croácia.
Tomislau foi sucedido por Trepimiro II (r. 928–935) e Cresimiro I (Krešimir; (r. 935–945), que consolidara o reino e mantiveram boas relações com os bizantinos e com o papa. Este período, no geral, porém, é obscuro. Miroslau (r. 945–949) foi morto pelo seu bano, Pribina, durante uma disputa interna de poder e a Croácia novamente perdeu as ilhas de Brač, Hvar e Vis para os duques da Pagânia. As cidades-estado dálmatas e o Ducado da Bósnia foram perdidos para o Império Bizantino e a Eslavônia oriental e Sírmia foram tomados pelos magiares.
Miguel Cresimiro II (Mihajlo Krešimir; (r. 949–969) restaurou a ordem na maior parte do reino. Ele manteve boas relações com as cidades dálmatas, doando, juntamente com a esposa, Helena (Jelena), terras e igrejas para Zadar e Solin. Uma inscrição de 976, preservada na Igreja de Santa Maria em Solin, dá o nome da realeza croata. Cresimiro II foi sucedido pelo seu filho Estêvão Dirzislau (r. 969–997), que estabeleceu boas relações com o Império Bizantino e recebeu em troca uma insígnia real.

### Século XI
Logo que Estêvão Dirzislau morreu, em 997, seus três filhos, Esvetoslau (r. 997–1000), Cresimiro III (Krešimir; (r. 1000–1030) e Goislau (r. 1000–1020), iniciaram uma violenta disputa pelo trono, enfraquecendo o estado e permitindo que os venezianos, liderados por Pedro II Orseolo, e os búlgaros, comandados pelo imperador Samuel, tomassem as terras croatas ao longo da costa do Adriático. Em 1000, Orseolo liderou a frota veneziana até a região e gradualmente foi conquistando-a toda, primeiro as ilhas do golfo de Kvarner e Zadar, depois Trogir e Split, seguido de uma vitoriosa batalha naval contra os narentinos, depois da qual ele também assumiu o controle de Korčula e Lastovo, e reivindicou para si o título de dux Dalmatiæ. Cresimiro III tentou recuperar as cidades dálmatas e conseguiu alguns sucessos até 1018, quando foi derrotado por Veneza e seus aliados lombardos. Seu filho, Estêvão I (Stjepan; (r. 1030–1058), conseguiu apenas que o duque dos narentinos se tornasse seu vassalo em 1050.
Durante o reinado de Cresimiro IV (Petar Krešimir; (r. 1058–1074), o reino croata medieval alcançou sua máxima extensão territorial. Ele conseguiu que os bizantinos o confirmassem como o governante supremo das cidades dálmatas e também permitiu que a cúria romana se envolvesse mais nos assuntos religiosos da Croácia, o que consolidou seu poder por um lado, mas, por outro, enfraqueceu seu comando sobre o clero glagolítico que predominava em partes da Ístria a partir de 1060. A Croácia de Cresimiro era composta de doze condados e um era apenas um pouco maior que o reino de Tomislau. Ela incluía o ducado dálmata vizinho da Pagânia e sua influência se estendia sobre a Zaclúmia, Travúnia e a Dóclea.
Porém, em 1072, Cresimiro ajudou os búlgaros e os sérvios a se revoltarem contra seus mestres bizantinos. O Império Bizantino retaliou dois anos depois enviando o conde normando Amik para cercar Rab. Ele não conseguiu capturar a ilha, mas conseguiu um prêmio ainda melhor quando capturou o próprio rei, forçando os croatas a negociar em condições desfavoráveis. Cresimiro cedeu Split, Trogir, Zadar, Biograd e Nin para os normandos. Em 1075, Veneza baniu os normandos e tomou-lhes os domínios na Dalmácia. A morte de Cresimiro IV em 1074 marcou também o fim de facto da dinastia Trpimirović, que governou a Croácia por mais de dois séculos.
Cresimiro foi sucedido por um rival: Demétrio Zvonimir (Dmitar Zvonimir; (r. 1075–1089). Ele era antes o bano da Eslavônia e conseguiu a coroa com o apoio do papa Gregório VII. Como recompensa, ele passou a apoiar os normandos da Itália, aliados da Santa Sé e liderados por Roberto Guiscardo, em suas campanhas contra os bizantinos e venezianos entre 1081 e 1085. Zvonimir ajudou no transporte das tropas pelo estreito de Otranto e na ocupação da cidade de Dirráquio. Suas tropas apoiaram os normandos em muitos batalhas ao longo das costas dos estados modernos da Grécia e da Albânia. Por conta disso, em 1085, os bizantinos transferiram os direitos sobre as cidades bizantinas na Dalmácia para os venezianos.
A ascensão de Zvonimir foi atestada numa inscrição em pedra no Tabuleta de Baška, um dos mais antigos textos croatas ainda existentes e preservada no museu arqueológico em Zagrebe. O reinado dele é lembrado como uma época pacífica e próspera durante a qual a ligação dos croatas com a Santa Sé se aprofundou tanto que o catolicismo romano permanece arraigado entre os croatas até hoje. Em sua época, os títulos de nobreza da Croácia foram modificados para se adequarem ao padrão utilizado por toda a Europa na época, com "conde" e "barão" para os zupanos e os nobres da corte real, e vlastelin para os demais nobres. O estado croata estava aproximando-se do ocidente e afastando-se do oriente.
Não havia uma capital nacional permanente, uma vez que a residência real variava a cada novo monarca; cinco cidades no total obtiveram o título de sede real: Nin (Cresimiro IV), Biogrado (Estêvão Dirzislau, Cresimiro IV), Knin (Zuonimir, Pedro Svačić), Sebenico (Cresimiro IV), e Solin (Cresimiro II).

## Declínio e guerra

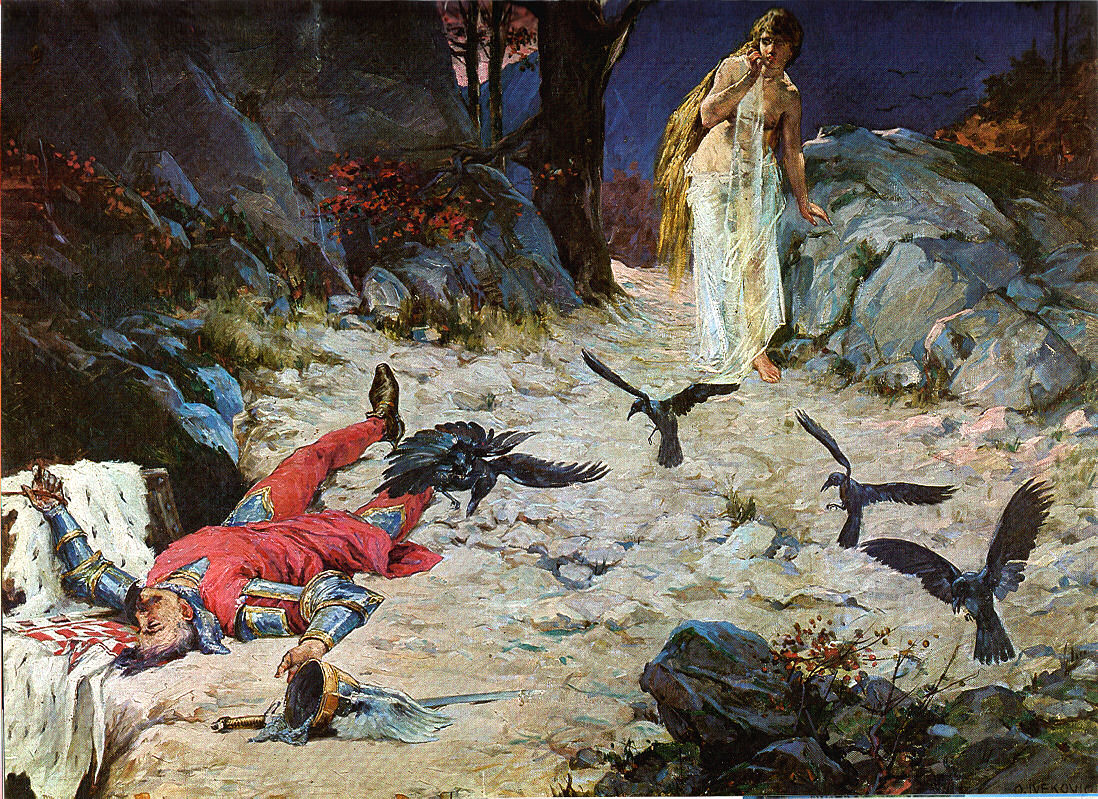
Morte do rei Pedro no Monte Gvozd no ano de 1097
Por Oton Iveković.

Demétrio Zvonimir (r. 1075–1089) foi o rei da Croácia do ramo Svetoslavić da Casa de Trpimirović. Ele começou como bano da Eslavônia a serviço do rei Estêvão I e depois como duque da Croácia sob o rei Pedro Cresimiro IV. Pedro declarou-o herdeiro e, no final de 1074 ou início de 1075, Demétrio finalmente ascendeu ao trono. Ele havia se casado em 1063 com sua parente distante, Jelena Lijepa ("Helena, a Bela"). A rainha Helena era uma princesa húngara, filha do rei Béla I da dinastia Árpád e era irmã do futuro rei Ladislau I. O casal teve um filho, Radovan, que morreu com mais ou menos vinte anos de idade. Ele foi seguido por Demétrio, que morreu em 1089. Sem herdeiros para sucedê-lo, Estêvão II (r. 1089–1091), do ramo principal dos Trpimirović, ascendeu ao trono já bestante idoso e reinou por apenas dois anos. Esta sucessão foi contestada por uma facção de nobres da região norte do reino (Panônia), que ofereceu a coroa ao rei Ladislau I da Hungria, que imediatamente reivindicou a coroa croata para sua irmã, a rainha Helena, viúva de Zvonimir. A rainha exercia uma considerável influência no norte e, aparentemente, a usou para reforçar a reivindicação do irmão.
Estêvão II seria o último rei da casa de Trpimirović. Seu reinado, além de curto, foi pouco efetivo, pois ele passou a maior parte do tempo na tranquilidade do mosteiro de Stjepan pod Borovima ("Santo Estêvão dos Pinhais"), perto de Split. Ele morreu no início de 1091, sem herdeiros. Como não havia mais nenhum membro do sexo masculino na linhagem dos Trpimirović, ocorreram revoltas e uma guerra civil irrompeu logo depois. Nesse ínterim, também em 1091 e tendo a morte de Estêvão II como pano de fundo, Ladislau I finalmente aceitou a nomeação dos nobres do norte da Croácia e clamou para si a coroa croata. Ele invadiu o reino com um exército em 1094 e consolidou seu reinado na Panônia enfrentando pouca resistência. No mesmo ano, ele fundou a sé episcopal de Zagrebe, que futuramente seria o centro espiritual de toda a Croácia. Porém, a reivindicação de Ladislau foi rejeitada pela maioria dos nobres do sul, que resistiram ao ataque húngaro protegidos pelas montanhas do sul e mantiveram-se independentes. Na mesma época, o imperador bizantino Aleixo I Comneno, enviou os cumanos para atacarem a Hungria, o que acabou forçando o exército húngaro a recuar da Croácia. Contudo, Aleixo permitiu que o príncipe húngaro Almo a governar sobre o norte da Croácia (Panônia).
Em 1093, os senhores feudais do sul, lutando para permanecerem independentes da Hungria, elegeram um novo monarca, o rei Pedro Svačić (Petar; 1093–1097). Ele conseguiu unificar o reino à volta de sua capital em Knin e expulsou o príncipe Almo do norte da Croácia dois anos depois. Desta forma, ele restaurou o domínio croata até a fronteira do rio Drava, reclamando todo o território perdido para Ladislau, que morreu ainda no mesmo ano.

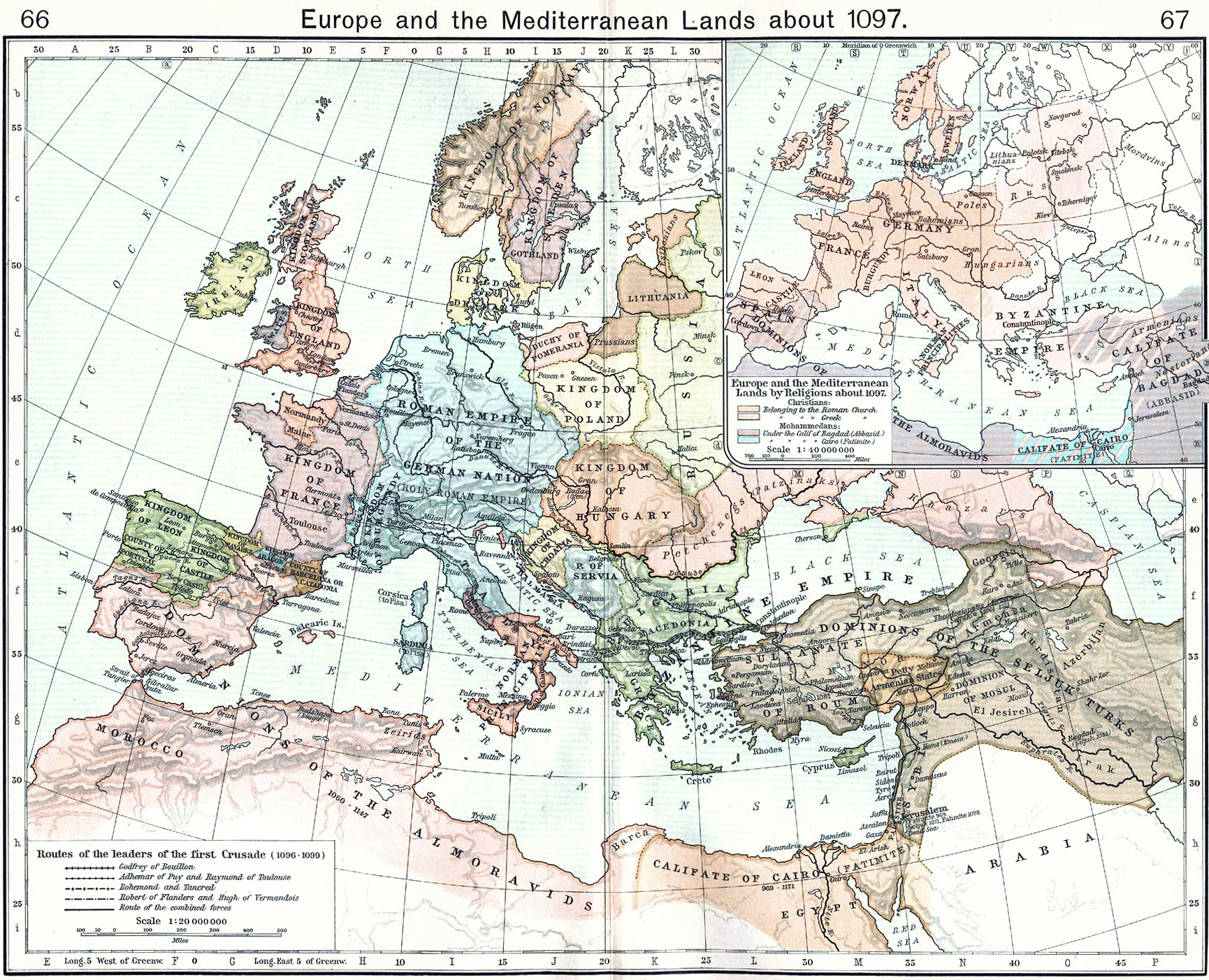
Reino da Croácia c. 1097-1102, durante a crise sucessória

O sobrinho e sucessor de Ladislau, Colomano, resolveu continuar a disputa pela reivindicação húngara à coroa croata e continuou a campanha. Ele assinou uma paz em separado com o papa Urbano II e liderou um grande exército ao Reino da Croácia em 1097. Sob sua liderança, o exército da Hungria rapidamente derrotou as defesas do rei Pedro ao longo do rio Drava e reconquistou o controle da Panônia. Suas forças foram detidas, porém, conforme se aproximava das regiões montanhosas ao sul, que resistiram, como antes, às pretensões húngaras. Colomano reagrupou suas forças na Croácia e avançou para o monte Gvozd, onde encontrou o principal exército croata reunido sob a bandeira do rei Pedro. Na chamada Batalha do Monte Gvozd que se seguiu, Pedro foi morto e os croatas, derrotados decisivamente (por conta disto, a montanha foi posteriormente rebatizada de Petrova Gora ("Montanha de Pedro"). Como consequência desta batalha, o rei Colomano passou a controlar a maior parte da Croácia sem resistência. Porém, quando, em 1099, Colomano e suas forças tiveram que marchar de volta para o nordeste para lutar contra os rutênios e cumanos na Galícia, os nobres croatas aproveitaram-se da oportunidade para tentar se libertar do jugo húngaro uma vez mais. Em 1102, Colomano retornou ao Reino da Croácia com um poderoso exército e negociou com os senhores croatas em posição vantajosa. Como consequência, Colomano foi coroado e as coroas da Hungria e Croácia fora unidas (com a coroa da Dalmácia ainda mantida separada da Croácia). O título agora reivindicado por Colomano era "Rei da Hungria, Dalmácia e Croácia".

### Controvérsia da unificação
Os eventos que cercam a união da Croácia e Hungria são a origem de uma grande controvérsia histórica. Historiadores croatas argumentam que a união foi de natureza pessoal, um rei compartilhado, enquanto que os húngaros insistem que a Croácia foi conquistada. A importância do debate reside na defesa croata de uma herança ininterrupta de um estado histórico dos croatas que é claramente comprometida pelo argumento húngaro. A alegação húngara foi feita no século XIX durante o despertar nacional húngaro ao passo que o mesmo argumento pode ser feito sobre a união pessoal ter sido articulado pela primeira vez no século XIV. A verdadeira natureza da relação é impossível de ser explicada em termos modernos por que ela variou de tempos em tempos. A Croácia atuou tanto como um agente independente quanto como um vassalo da Hungria. Porém, é fato que a Croácia manteve-se em grande medida independente internamente, com o grau de autonomia flutuando ao longo dos séculos conforme mudavam as suas fronteiras.
De acordo com uma pesquisa da Biblioteca do Congresso, uma facção de nobres croatas, contestando a sucessão depois da morte de Zvonimir, ofereceu o trono ao rei Ladislau I. Em 1091, ele aceitou e, três anos depois, fundou a sé de Zagrebe, que se tornaria depois o centro eclesiástico da Croácia. Colomano esmagou a oposição depois da morte de Ladislau I e ganhou as coroas da Dalmácia e Croácia em 1102. A coroação do rei Colomano forjou uma ligação entre as coroas croata e húngara que durou até o final da Primeira Guerra Mundial (1918). A situação real do Reino da Croácia nesta nova situação é ferozmente disputado, porém. Os croatas defendem há séculos que, apesar da união voluntária das duas coroas, o Reino da Croácia permaneceu como um estado soberano numa união pessoal com o Reino da Hungria. Os húngaros, porém, alegam que O Reino da Hungria anexou o Reino da Croácia totalmente em 1102. Seja como for, a cultura húngara permeou o norte da Croácia e a fronteira dos estados mudou frequentemente e, por vezes, a Hungria tratou a Croácia como um estado vassalo. A Croácia, porém, tinha seu próprio bano, uma privilegiada nobreza latifundiária e uma assembleia de nobres (Sabor).
Outras fontes dizem que o rei Colomano estabeleceu uma união pessoal entre os dois reinos através de um suposto acordo chamado Pacta conventa. Embora a época e os termos exatos tenham se tornado também motivo de disputa, é certo que alguma forma de acordo, mesmo que não escrito, regulava as relações entre Hungria e Croácia. . De acordo com Daniel Power, a Croácia se tornou parte da Hungria no final do século XI e início do XII. A união pessoal com a Hungria e a Croácia se tornando parte das Terras da Coroa de Santo Estêvão tiveram diversas consequências importantes. As instituições separadas do estado croata, como o Sabor e o bano (vice-rei) foram mantidas em nome do rei húngaro. Um único bano governava todas as províncias croatas até 1225, quando a autoridade foi dividida entre um bano de toda a Eslavônia e outro bano da Croácia e Dalmácia. Depois de 1345, de forma intermitente, era comum que as duas posições foram mantidas pela mesma pessoa e em 1476 elas já haviam sido novamente fundidas.

## Período de união com a Hungria

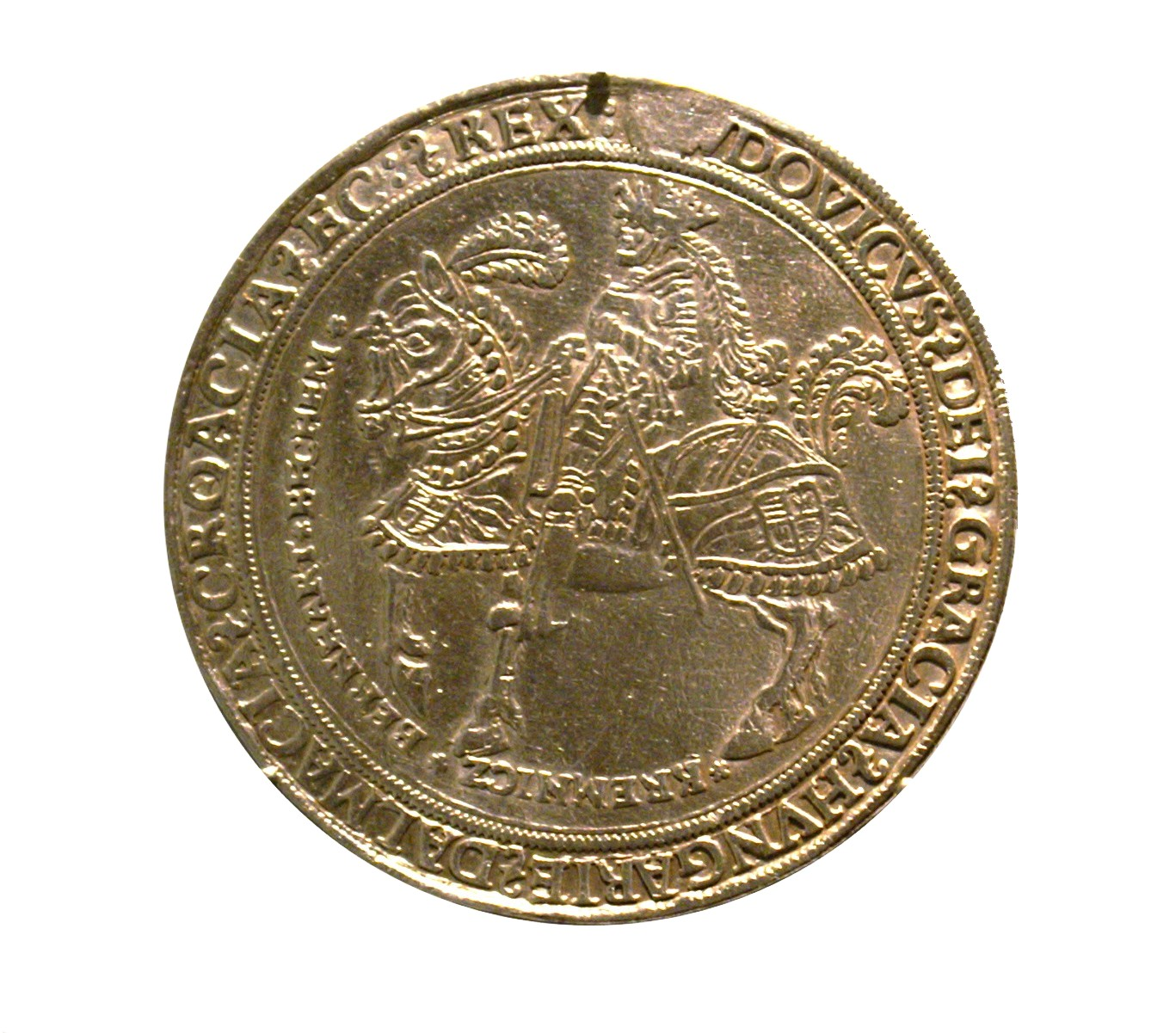
Moeda de Luís II da Hungria com a inscrição em latim: "Luís, pela graça de Deus, Rei da Hungria, Dalmácia, Croácia"

Os sucessores de Colomano continuaram a se coroar como reis da Croácia separadamente em Biograd na Moru até a época de Béla IV. No século XIV, um novo termo surgiu para descrever a coleção de estados independentes de jure sob o domínio do rei da Hungria: Archiregnum Hungaricum (as "Terras da Coroa de Santo Estêvão").

### Feudalismo
O rei húngaro também introduziu uma variação do sistema feudal. Grandes feudos foram concedidos a indivíduos dispostos a defendê-los contra invasões estrangeiras, criando assim um sistema de defesa para todo o estado. Porém, ao permitir que a nobreza acumulasse mais poder econômico e militar, o reino em si perdeu influência em relação às famílias nobres dos Frankopan, Šubić, Lacković, Nelipčić, Kačić, Kurjaković, Drašković, Babonić e outras. Durante este período, os Cavaleiros Templários e os Cavaleiros Hospitalários também se apoderaram de vastas propriedades na Croácia.
Os últimos reis buscaram restaurar a influência do monarca ao conceder alguns privilégios às cidades, tornando-as cidades reais livres, que os reis defendiam dos senhores feudais em troca de apoio.

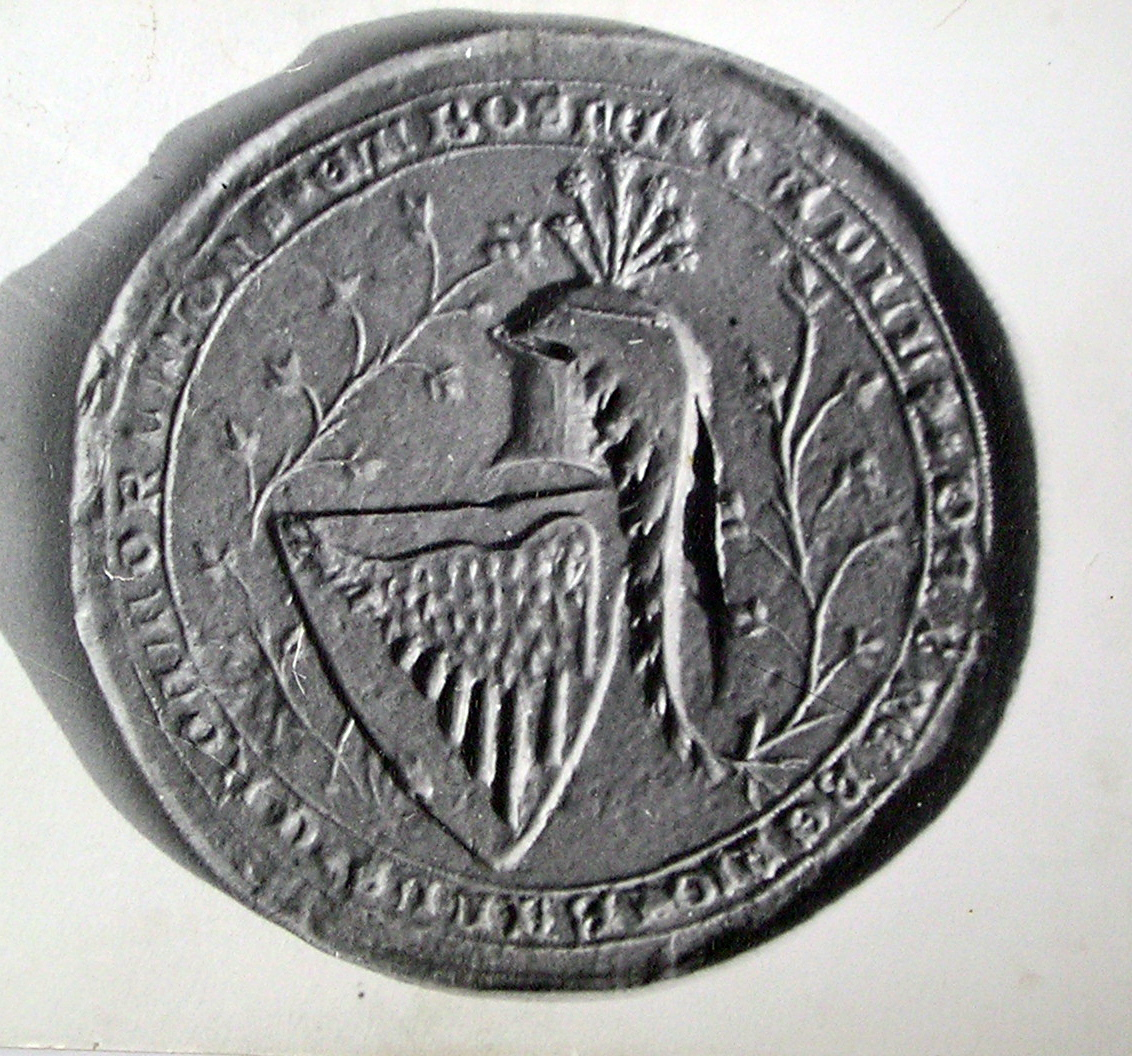
Paulus de Breberio banus Croatorum D[omi]n[u]s et Bosnae

Os príncipes de Bribir, da família Šubić, tornaram-se particularmente influentes na época de Pavao Šubić Bribirski (1272–1312), que consolidou seu domínio sobre grande parte da Dalmácia, Eslavônia e Bósnia durante um conflito interno entre as dinastias governantes dos Árpád e os Anjou. Posteriormente, porém, os angevinos intervieram e debandaram as famílias Šubić e Babonić (1322) por todo o país, recuperando o controle sobre a Eslavônia e a Croácia. O reinado de Luís, o Grande (r. r.–13421382), é considerado uma "era de ouro" na história medieval croata. O poder húngaro foi retomado na Dalmácia em 1358 através do Tratado de Zadar (em 1409, na época do imperador Sigismundo de Luxemburgo, esta província foi vendida para República de Veneza).

### Guerras otomanas
Quando a invasão turca da Europa começou, a Croácia novamente se tornou uma região de fronteira entre duas grandes forças nos Balcãs. Apesar de os croatas, liderados pelo padre franciscano italiano fra João Capistrano e pelo generalíssimo húngaro João Hunyadi (János), ter contribuído para a vitória cristã sobre os otomanos no Cerco de Belgrado, eles sofreram uma pesada derrota na Batalha do Campo de Krbava (em Lika, na moderna Croácia) em 1493 e gradualmente foram perdendo partes cada vez maiores de seu território para o Império Otomano.
O papa Leão X chamou a Croácia de "anteparo do cristianismo" (Antemurale Christianitatis) em 1519, um reconhecimento da importante contribuição dos soldados croatas para a luta contra os turcos muçulmanos. Entre eles estava o bano Pedro Berislavić (Petar), que venceu em Dubica, às margens do rio Una, em 1513; o capitão de Senj e o príncipe de Klis, Pedro Kružić, que defendeu a Fortaleza de Klis por quase 25 anos; o capitão Nikola Jurišić, que deteve uma força turca muito maior e que estava à caminho de Viena em 1532; e finalmente o bano Nikola Šubić Zrinski, que ajudou a salvar Peste da ocupação em 1542 e lutou na Batalha de Szigetvar em 1566.
Em 1526, a Batalha de Mohács foi um evento crucial no qual o governo da dinastia Jaguelônica foi destruído pela morte do rei Luís II. A derrota reforçou a incapacidade geral dos militares cristãos da época de deterem os otomanos, que permaneceriam como uma ameaça por séculos ainda.

### União depois de 1526

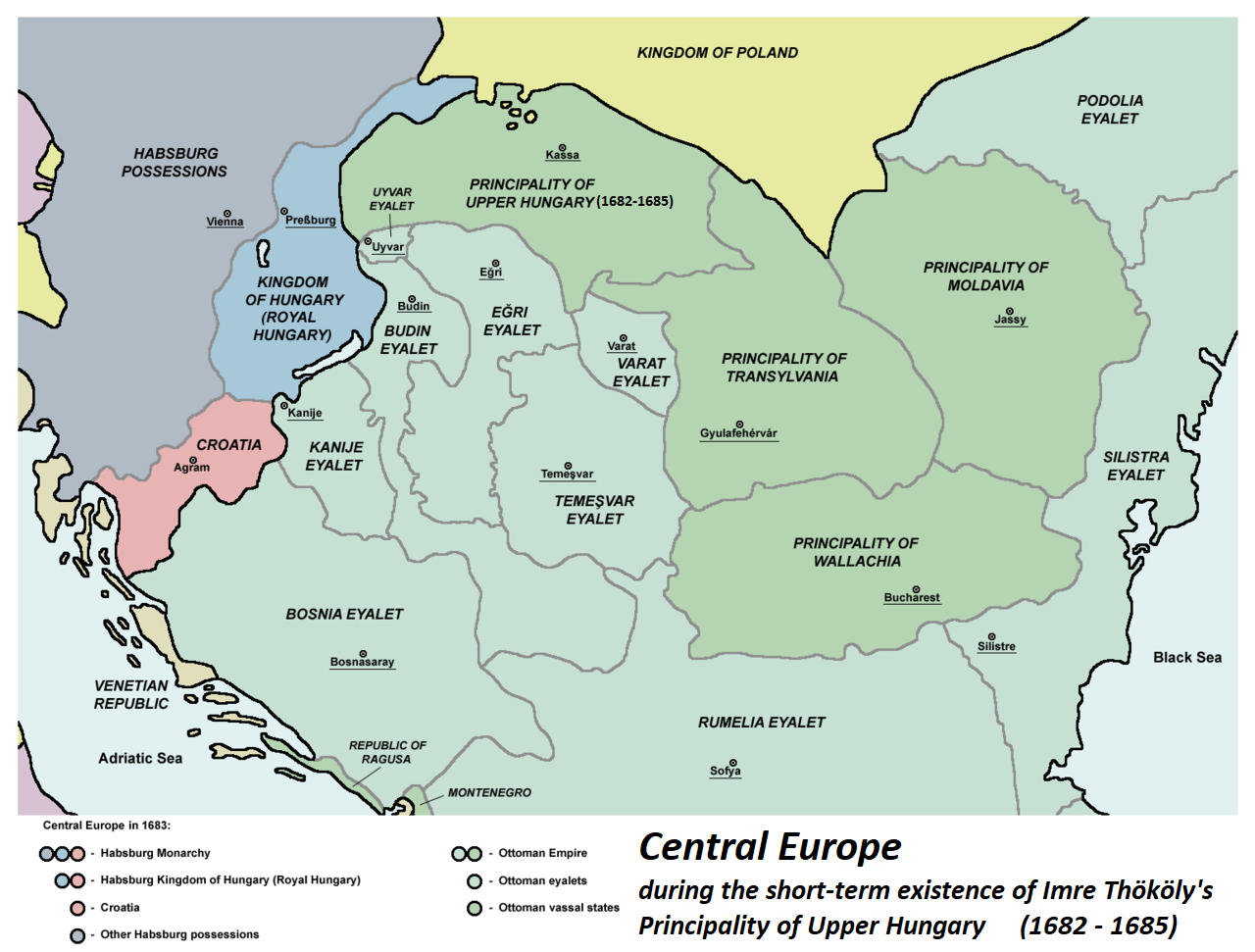
Balcãs em 1683. Em tons de verde, os territórios otomanos. A Croácia, diminuta, aparece em vermelho e já parte dos territórios habsburgos.

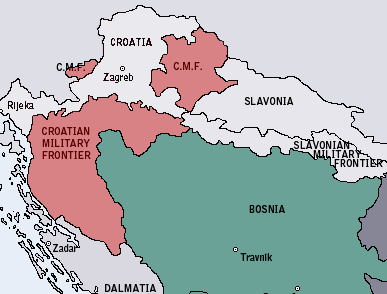
Krajuna Croata, a "Fronteira Militar Croata" em 1868

A Batalha de Mohács e a morte de Luís II terminaram o domínio da Hungria sobre a Croácia. Em 1526, o parlamento húngaro elegeu János Szapolya como novo rei da Hungria, mas um outro grupo elegeu o imperador Fernando I. O parlamento croata, reunido em Cetin, elegeu de forma unânime Fernando como rei da Croácia em 1 de janeiro de 1527, unindo ambos os reinos sob o controle da Casa de Habsburgo. O Império Otomano, enquanto isso, se expandiu ainda mais e, no século XVI, já abarcava a maior parte da Eslavônia, a Bósnia ocidental e Lika.
A Croácia havia se tornado tão fraca que seu parlamento permitiu que Ferdinando realocasse grandes porções da Croácia e da Eslavônia, adjacentes ao Império Otomano, criando a Krajuna Croata (Vojna Krajina, em alemão:  Militärgrenze - "Fronteira Militar Croata"), que foi governada diretamente a partir do quartel-general em Viena. A região, porém, foi desertada e acabou sendo posteriormente populada por sérvios, valáquios, croatas, germânicos e outros. Como resultado de um serviço militar compulsório à Monarquia de Habsburgo durante as guerras contra os otomanos, esta "Fronteira Militar" tornou-se uma terra livre da servidão e passou a gozar de uma grande autonomia política, ao contrário das demais regiões governadas pelo monarca.
Depois que o forte de Bihać finalmente caiu em 1592, apenas pequenas áreas da Croácia permaneceram livres. O exército otomano foi repelido com sucesso pela primeira vez na Croácia na Batalha de Sisak em 1593, o que levou a recuperação de alguns territórios, mas não foi possível recuperar grande parte do que é hoje a Bósnia e Herzegovina.
Durante o século XVIII, o Império Otomano foi expulso da Hungria e a Monarquia de Habsburgo passou a controlar o império de forma centralizada. A rainha Maria Teresa tinha o apoio dos croatas na Guerra de Sucessão Austríaca (1741–1748) e, posteriormente, passou a ajudar nos assuntos dos croatas.
Com a queda da República de Veneza em 1797, suas possessões no Adriático oriental passaram a ser disputadas pelo Império da França e pela Áustria. Em 1815, a Dalmácia e a Ístria estavam firmemente sob o controle austríaco, anexadas à Cisleitânia, enquanto que a Croácia e a Eslavônia permaneceram como territórios húngaros.
O nacionalismo romântico croata emergiu em meados do século XIX para conter a aparente germanização e magiarização da Croácia. O Movimento Ilírico atraiu diversas importantes personalidades a partir da década de 1830 e produziu importantes avanços para a cultura e língua croata.
Nas Revoluções de 1848, a Croácia, instigada pelo medo do nacionalismo magiar, apoiou a corte habsburga contra as forças revolucionárias húngaras. Porém, apesar das contribuições do bano Jelačić durante a Guerra da Independência Húngara, a Croácia não recebeu tratamento mais favorável de Viena do que o que recebia dos húngaros e acabou perdendo sua autonomia doméstica. Em 1867, a monarquia dupla foi criada; a autonomia croata foi restaurada em 1868 através do Acordo Croato-Húngaro, que, embora não tenha sido particularmente favorável aos croatas, reconheceu a Croácia como um estado dentro do Reino da Hungria.